# 20주년 기념 매킨토시
20주년 기념 매킨토시(Twentieth Anniversary Macintosh)는 1997년에 애플사가 20주년을 기념하는 뜻으로 개발한 매킨토시다. 맥 OS 8과 맥 OS 9가 기본 내장되어 있다. 총 12,000 대가 생산되었으며 399대는 스페어로 남기고 11601대가 팔렸다.